# Eucereon confinis
Eucereon confinis là một loài bướm đêm thuộc phân họ Arctiinae, họ Erebidae.